# Israelische Badmintonmeisterschaft 2019
Die Israelische Badmintonmeisterschaft 2019 fand vom 26. bis zum 27. April 2019 im Kibbuz Hatzor statt.

## Medaillengewinner
| Disziplin    | Gold                              | Silber                        | Bronze                           |
| ------------ | --------------------------------- | ----------------------------- | -------------------------------- |
| Herreneinzel | Misha Zilberman                   | Yonathan Levit                | May Bar Netzer                   |
| Herreneinzel | Misha Zilberman                   | Yonathan Levit                | Daniel Chislov                   |
| Dameneinzel  | Ksenia Polikarpova                | Yuval Pugach                  | Yana Molodezki                   |
| Dameneinzel  | Ksenia Polikarpova                | Yuval Pugach                  | Heli Neiman                      |
| Herrendoppel | Ariel Shainski Misha Zilberman    | Daniel Chislov Nir Yusim      | Alexander Bass Lior Kroitor      |
| Herrendoppel | Ariel Shainski Misha Zilberman    | Daniel Chislov Nir Yusim      | Ofir Belenky Shoni Schwartzman   |
| Damendoppel  | Dana Danilenko Margaret Lurie     | Yuval Pugach Sheri Rotshtein  | Dana Kugel Yana Molodezki        |
| Damendoppel  | Dana Danilenko Margaret Lurie     | Yuval Pugach Sheri Rotshtein  | Nastia Bantish Noa Buller        |
| Mixed        | May Bar Netzer Ksenia Polikarpova | Maxim Grinblat Dana Danilenko | Shoni Schwartzman Nastia Bantish |
| Mixed        | May Bar Netzer Ksenia Polikarpova | Maxim Grinblat Dana Danilenko | Ariel Shainski Yuval Pugach      |